# Voschod 1
Voschod 1 (Russisch: Восход-1) was de eerste bemande ruimtevlucht binnen het Russische Voschod-programma en tevens de eerste ruimtevlucht met een bemanning bestaande uit meer dan één persoon.
De missie van Voschod 1 was bedoeld om de Amerikanen voor te zijn die met hun Geminiprogramma als eerste een bemanning van meer dan één persoon in de ruimte wilden brengen. Wat bijdroeg aan het propagandagehalte van de vlucht was dat aan boord van de Voschod 1 een fragment werd meegenomen van een vlag van de Parijse Commune uit 1871.

## Bemanning
De bemanning bestond uit drie kosmonauten (Russische ruimtevaarders). Gezagvoerder en tevens piloot was Vladimir Komarov, het enige bemanningslid met een militaire achtergrond. Tweede bemanningslid was Konstantin Feoktistov. Dankzij deze vlucht werd hij de eerste wetenschapper in de ruimte. Hij was tevens ontwerper van ruimtevaartuigen, de enige die tot op heden zelf in de ruimte heeft gevlogen. Hij was onder andere hoofdontwerper van de Vostok (de voorloper van de Voschod) en de Sojoez. De derde en laatste kosmonaut aan boord was Boris Jegorov; hij werd hiermee de eerste arts die in de ruimte vloog.
Om een bemanning van drie personen mogelijk te maken werden riskante concessies gedaan bij de constructie van het ruimtevaartuig. De bemanning droeg geen drukpakken ter bescherming tegen mogelijk drukverlies in de capsule, er waren geen schietstoelen, en er was geen ontsnappingsraket.

## Missieverslag
Het merendeel van de vlucht was gewijd aan biomedisch onderzoek, en onderzoek naar hoe een multi-disciplinair team samenwerkte in de ruimte. Tijdens de vlucht werden televisiebeelden van de bemanning naar de aarde gezonden.
De vlucht werd na 16 keer rond de aarde te hebben gevlogen, vroegtijdig beëindigd. Waarschijnlijk gebeurde dit vanwege de ophef in de Sovjet-Unie rondom het gedwongen aftreden van partijleider Nikita Chroesjtsjov. Maar de omstandigheden waarin de drie bemanningsleden in de krappe cabine van Voschod op elkaar gepakt zaten, hebben waarschijnlijk ook bijgedragen aan de beslissing om de Voschod eerder dan gepland naar de aarde te laten terugkeren.
De bemanningscabine van de Voschod 1 is te bezichtigen in het RKK Energia Museum in Korolev, in de Oblast Moskou in Rusland.